# Dichaetomyia japonica
Dichaetomyia japonica är en tvåvingeart som beskrevs av Hori och Hiromu Kurahashi 1967. Dichaetomyia japonica ingår i släktet Dichaetomyia och familjen husflugor. Inga underarter finns listade i Catalogue of Life.